# Рока Ботей, Мануэла
Мануэла Рока Ботей (исп. Manuela Roka Botey; род. 1973, Северный Биоко) — премьер-министр Экваториальной Гвинеи с 1 февраля 2023 по 17 августа 2024 года. Она первая женщина, занявшая эту должность. О её назначении на пост премьер-министра президентом Теодоро Обиангом Нгемой было объявлено 31 января 2023 года. Она сменила на этом посту Франсиско Паскуаля Обаму Асуэ. Ранее, в 2020 году, она занимала должность министра образования. Она является заместителем декана факультета гуманитарных и социальных наук Национального университета Экваториальной Гвинеи.

## Биография
Родилась в экваториальной гвинейской деревне Бариобе, округ Баней, в провинции Северный Биоко, остров Малабо.

### Премьер-министр
31 января 2023 года вице-президент Экваториальной Гвинеи Теодор Нгема Обианг объявил, что Мануэла Рока Ботей будет предложена в качестве нового премьер-министра страны после полной отставки кабинета министров под председательством Франсиско Паскуаля Обамы Асуе. Как было объявлено, на следующий день Рока Ботей была предложена президентом Теодоро Обиангом Нгемой в качестве премьер-министра и была приведена к присяге вместе с новыми членами правительственного кабинета.